# Palacio consistorial del XII Distrito de París
El palacio consistorial del XII Distrito de París es el edificio que alberga los servicios municipales del 12 distrito de París, Francia. Se encuentra en la intersección entre la rue de Charenton al sur y la avenida Daumesnil al norte. Limita al oeste con la rue Descos y al este con la rue Bignon. La plaza del ayuntamiento se encuentra al otro lado de la rue Descos.
El jardín Reuilly y la promenade plantée se encuentran al otro lado de la avenida Daumesnil, en la plaza del ayuntamiento.

## Historia
El 26 de mayo de 1859, la Cámara de Diputados votó aplazar las fronteras de la capital desde el muro de los Farmers General hasta el recinto de Thiers, dando así a sus límites actuales.
El distrito de Quinze-Vingts, el pueblo de Saint-Mandé y parte del pueblo de Bercy se unieron para dar origen al distrito 12.
El primer consistorio del distrito 12, ubicado aproximadamente en el sitio actual de la estación de bomberos en Place Lachambeaudie, fue incendiado durante la Semana Sangrienta al final de la Comuna. El edificio actual fue construido en 1876, y es contemporáneo del palacio consistorial del XV Distrito.
En la madrugada del 27 de enero de 2025 el edificio sufrió un incendio sin víctimas que afectó principalmente al emblemático campanario que se encuentra en la fachada frontal.

## Arquitectura y ornamento
Fue diseñado por el arquitecto Antoine-Julien Hénard. Bastante ecléctica, su arquitectura refleja los estilos del Renacimiento, Luis XIII y Luis XIV, con ventanas con parteluces, salientes, columnas bandadas, tragaluces. En 1893, se amplió con la construcción del ala Bignon, que albergaba los servicios municipales, y cuya decoración honraba las divisiones del distrito 12.
El pabellón central está decorado con una cabeza de mujer esculpida que representa La Ville de Paris, de Eugène-André Oudiné, en la clave. En el primer piso de la fachada, las hornacinas albergan dos esculturas que evocan la actividad económica del barrio : El ebanista de Henri Honoré Plé, y El viticultor de Alexandre-Víctor Lequien . En el interior, la pintura de Eugène Thirion que adorna el techo de la escalera principal y sus columnas toscanas de granito rosa representan las industrias del distrito 12, la educación y la asistencia pública.
 

En 1881, la empresa Maison Carré, ubicada en el 41 de la Avenue de la Grande-Armée, París, ganó el contrato para construir dos galerías en hierro y hierro fundido, con el fin de conectarlo con un edificio anexo.

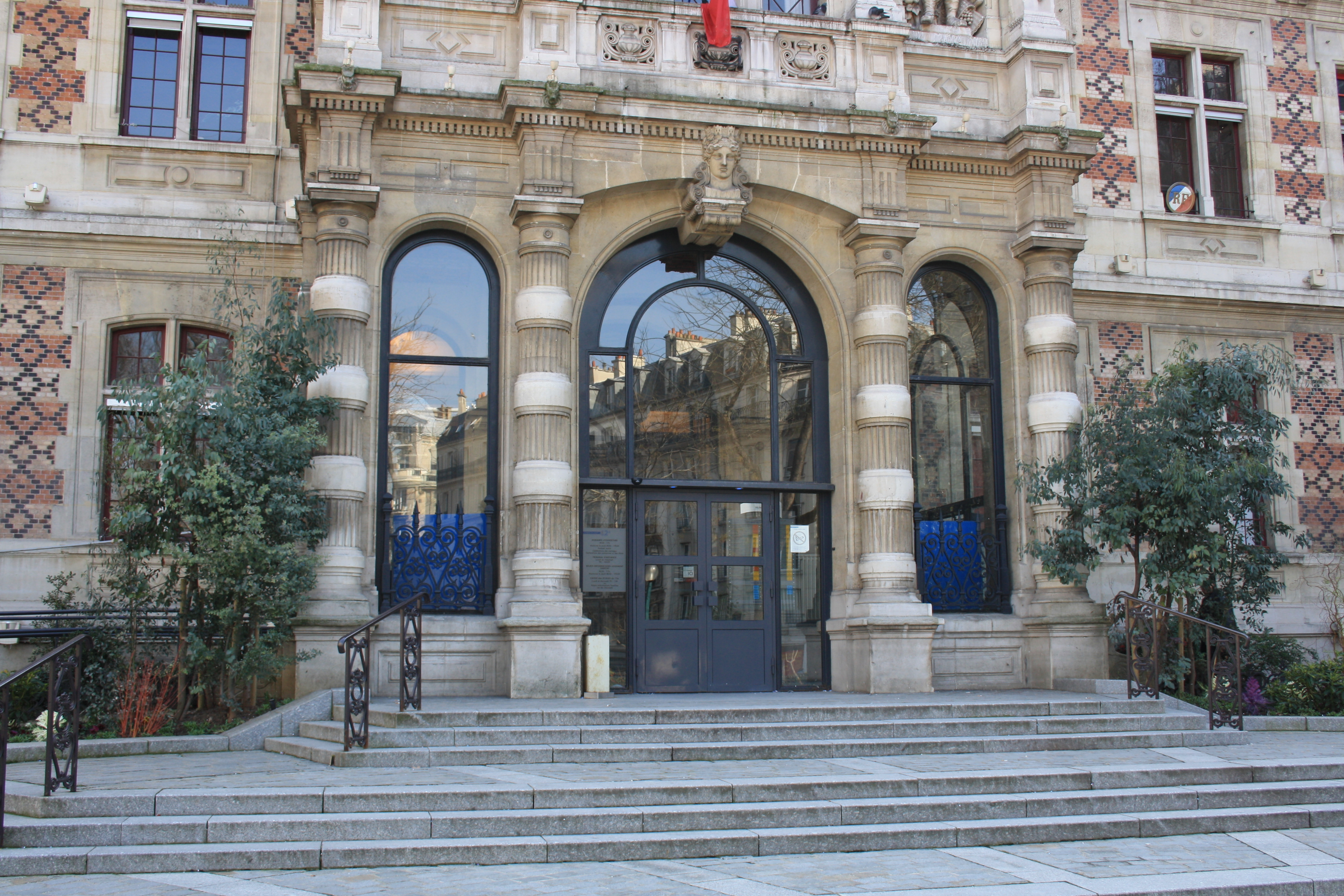
Entrada principal.
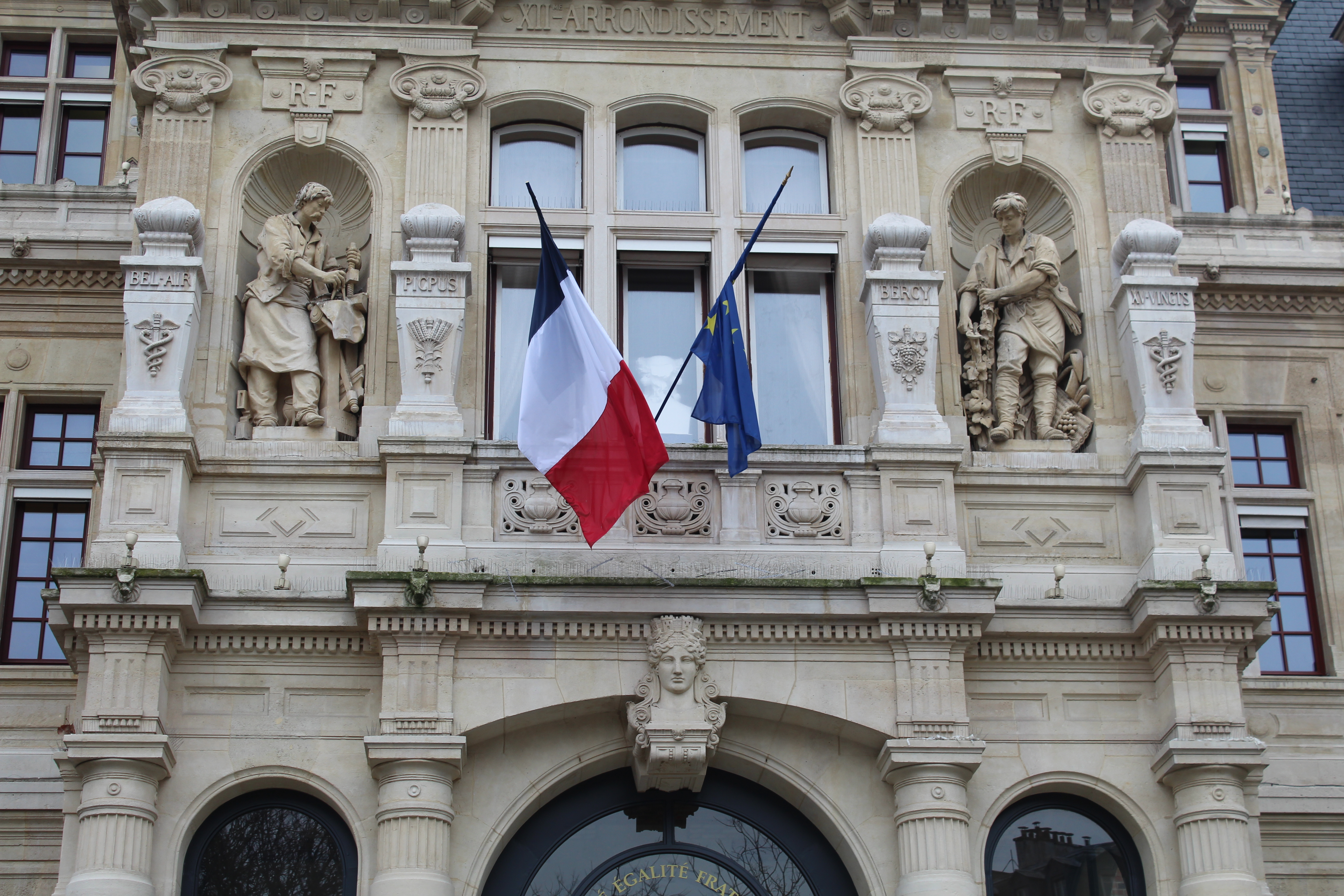
Vista detallada de la fachada.
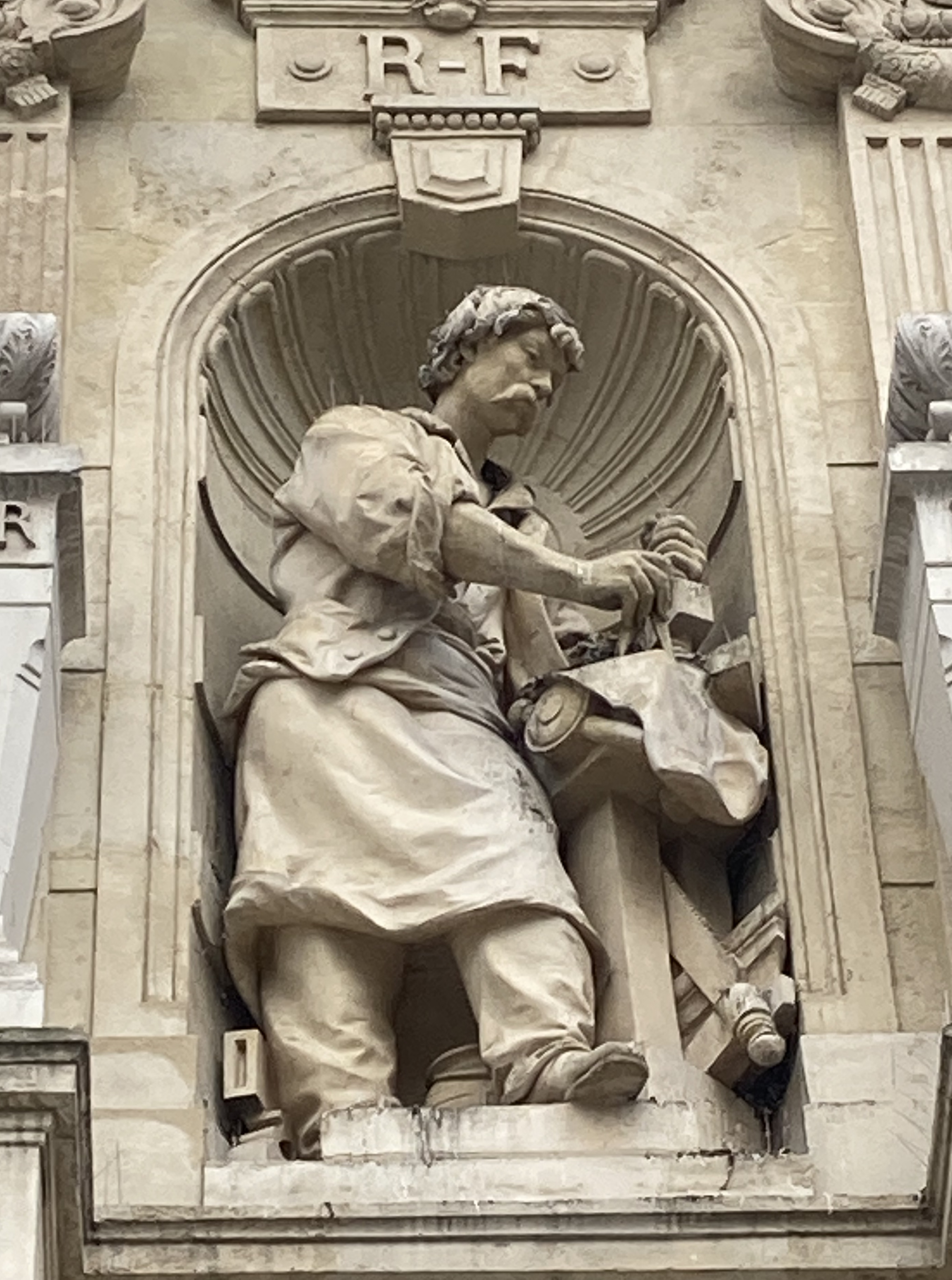
Estatua del ebanista en la fachada.
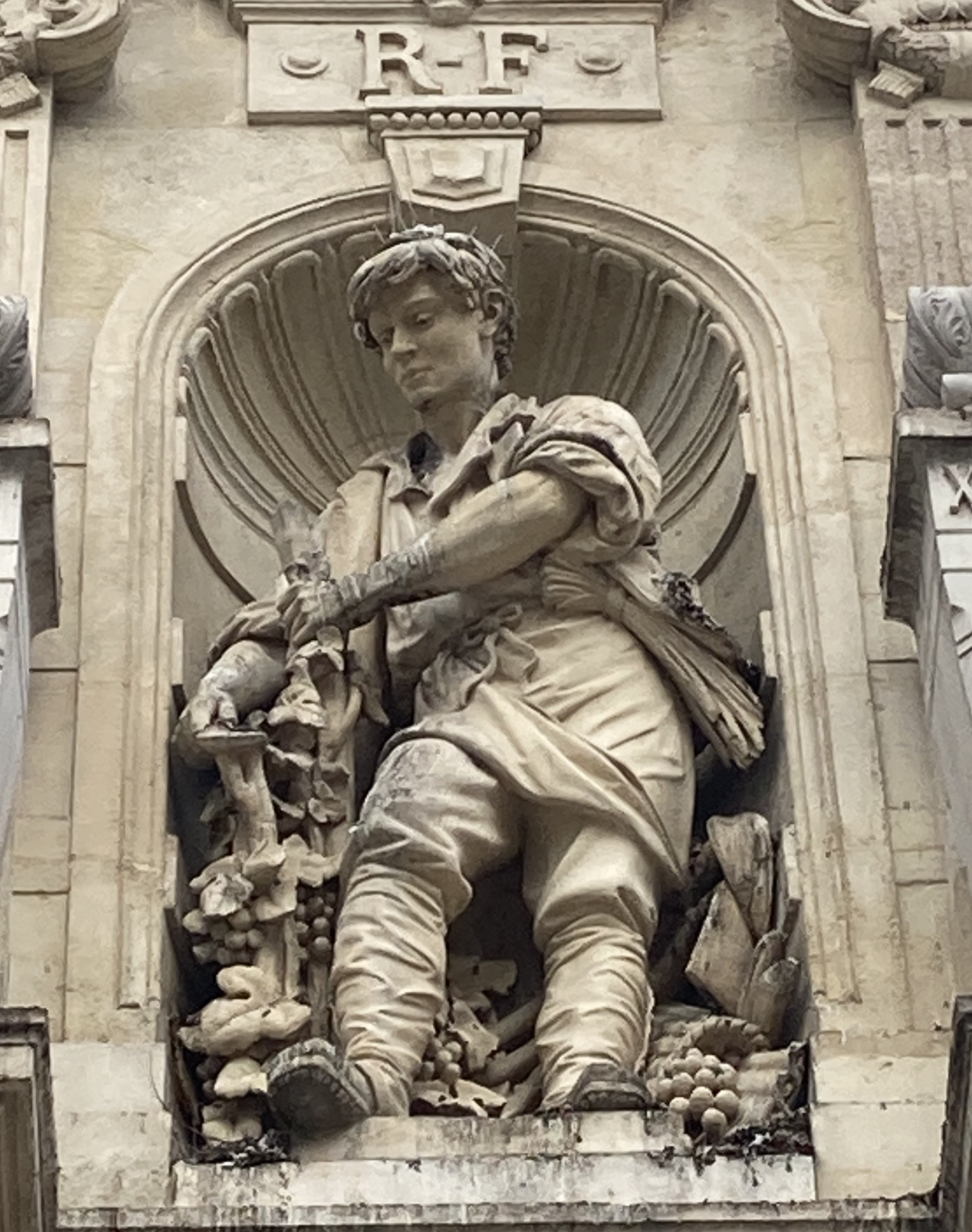
Estatua de un viticultor en la fachada.
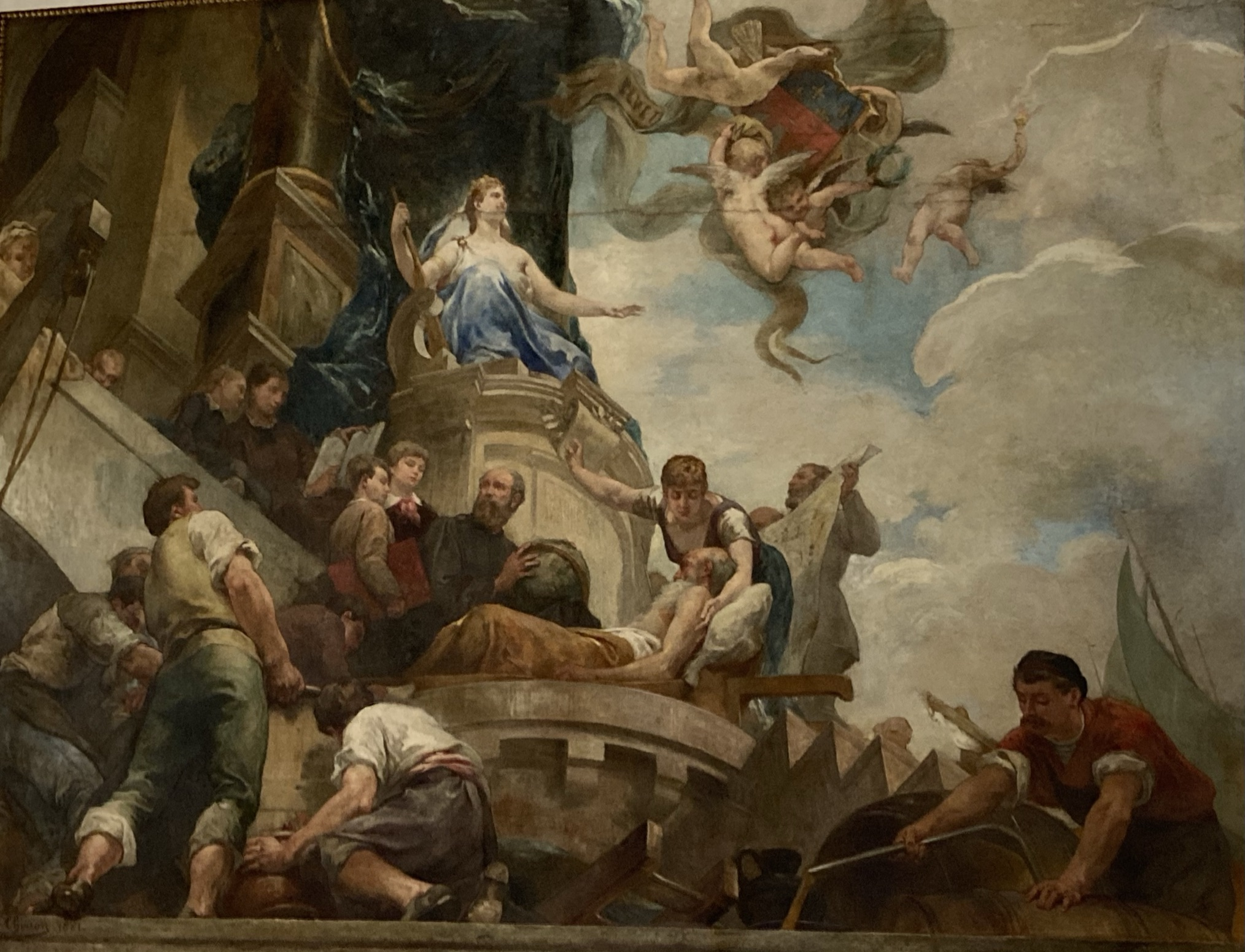
Pintura del techo de la gran escalera.